# بومباردييه غلوبال أكسبريس

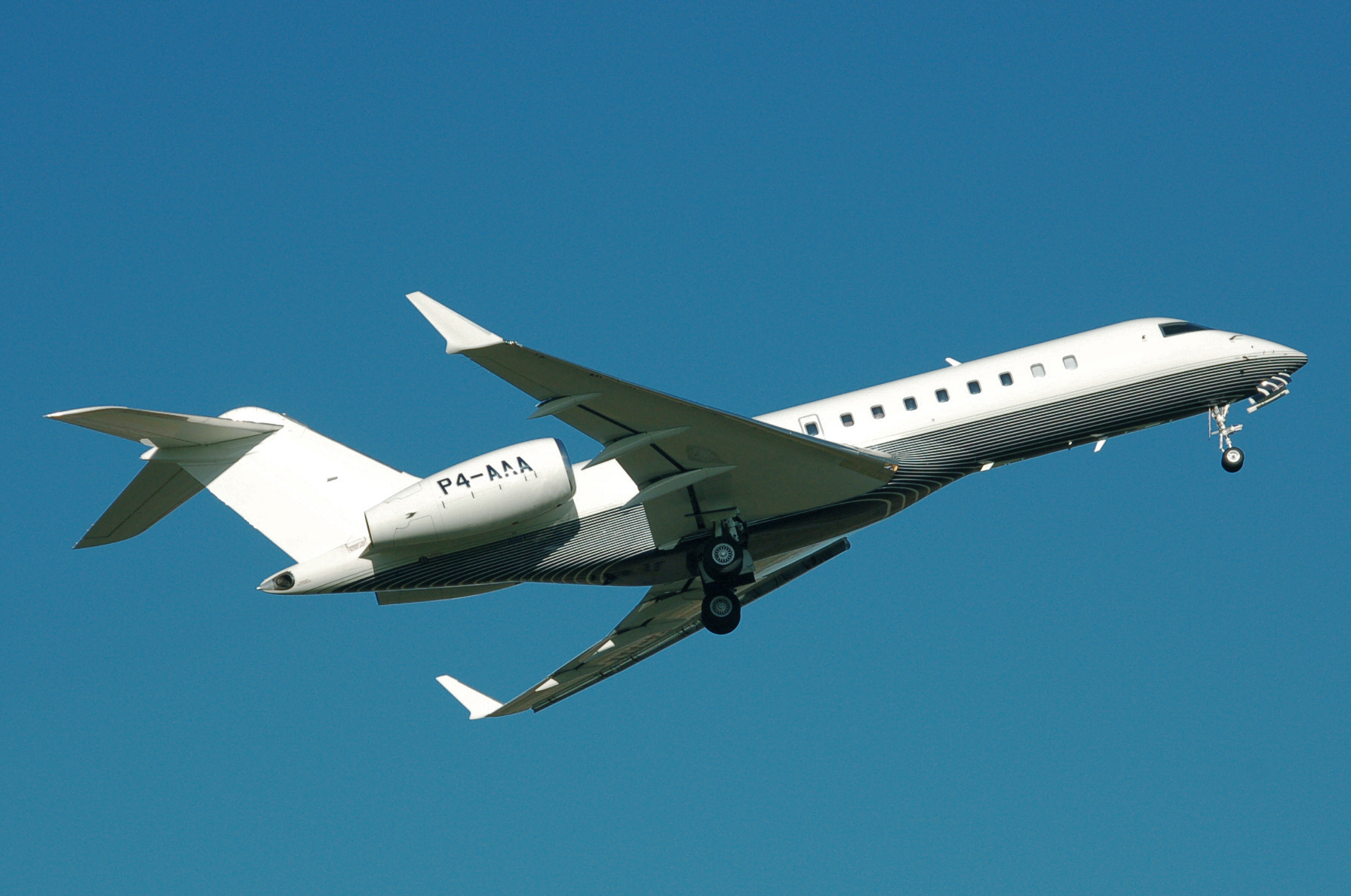
بومباردييه غلوبال إكسبريس.

طائرة غلوبال إكسبريس أو بومباردييه غلوبال إكسبريس (بالإنجليزية:Bombardier Global Express) هي طائرة نفاثة بعيدة المدى لرجال الأعمال والمشاهير ، تنتجها شركة بومباردييه إيروسبيس. ويوجد منها نوع أقصر قليلا يسمى "بومبارديي غلوبال 5000 . وقد عدلت طائرة غلوبال إكسبريس للاستخدام الحربي أيضا.

## التصميم والتطوير

### غلوبال إكسبريس
بدأت  شركة بومباردييه إيروسبيس دراسة مشروع الطائرة عام 1991 وسميت باسم غلوبال إكسبيرس  عام 1993. وقد كانت الطلعة الأولى للطائرة في 13 أكتوبر 1996 .
وتطير طائرة غلوبال إكسبريس عبر القارات من دون الحاجة للتموين بالوقود أثناء الرحلة ، وهي في ذلك تقطع المسافة بين نيويورك وطوكيو بدون توقف أو بين أي بلدين أبعد من ذلك بتوقف مرة واحدة . وهي بذلك تعادل مدى طائرات الإيرباص كوربورات وبوينغ بيزنيس جيت وديسو فالكون وغلف ستريم جي 550 .
وتختص ثلاثة شركات تابعة بومباردييه إيروسبيس بواجبات خاصة في مشروع غلوبال إكسبريس : تقوم كندا أير بالتصميم الكلي وتقوم بصناعة مقدمة الطائرة ، وتهتم شركة شورت براذرس ،بلفاست ، بتصميم وصناعة المحركات النفاثة وجناحي الذيل والجزء الأمامي من المقصورة ، وتختص شركة دي هافيلاند كندا ببناء مؤخرة المقصورة وزعنفة الذيل الرأسية ، وكذلك بالتركيب النهائي للطائرة . كما تأتي بعض أجزاء الطائرة من بلاد عبر البحار ، حيث تُصنع الأجنحة والجزء الأوسط للمقصورة في شركة متسوبيشي للصناعات الثقيلة Mitsubishi Heavy Industries ، باليابان.
و طائرة غلوبال إكسبريس مزودة بمحركين نفاثين من نوع رولز رويس توربو Rolls-Royce BR710 .

### مواصفات غلوبال 5000
- الطاقم =من 2 إلى 3
- عدد الركاب = بين 8 و17 شخص
- طول الطائرة=29.5 متر
- اتساع الجناحين =28.65 متر
- ارتفاع الطائرة=7.7 متر
- الحمولة=805 كيلوجرام
- أقصى وزن للإقلاع=42,071 كيلوجرام
- طول المقصورة : متر 12.94
- عرض المقصورة : متر 2.11
- ارتفاع سقف المقصورة: 1.91 متر

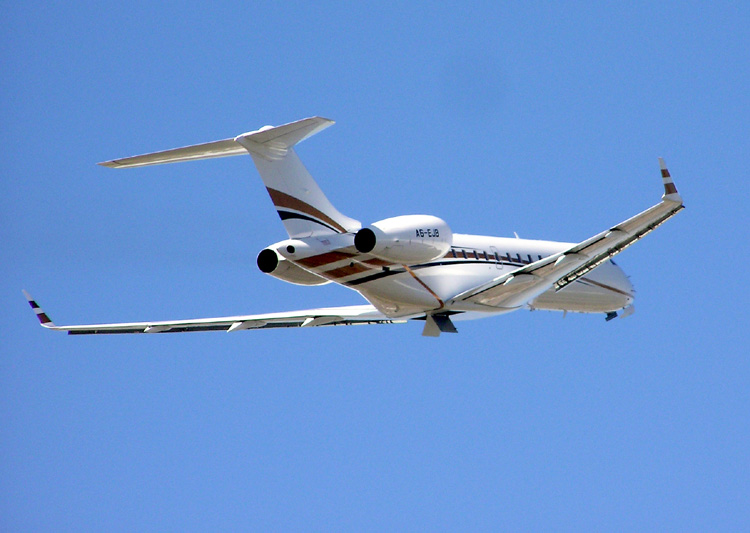

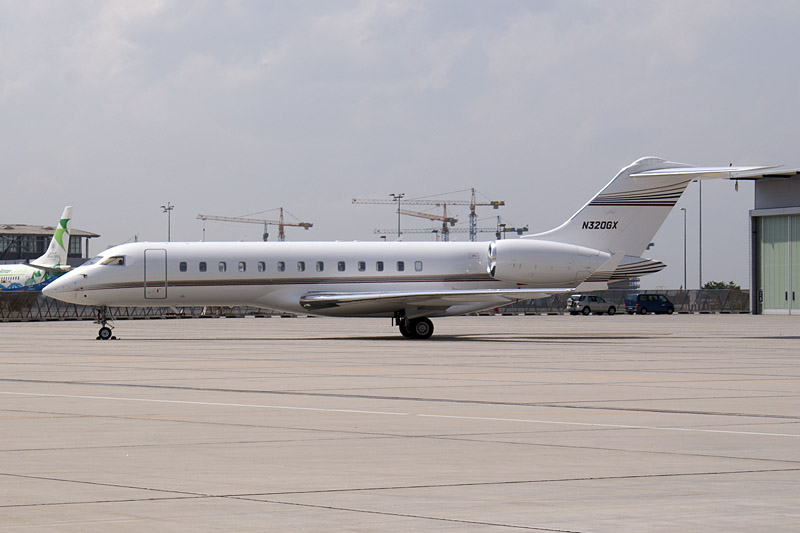

- المحركات : محركان نفاثان نوع رولز رويس توربو Rolls-Royce BR700
- الدفع = 65.6 كيلو نيوتن
- السرعة القصوى =ماخ 0.89
- السرعة القصوى = 950 كيلومتر في الساعة
- السرعة المتوسطة = 904 كيلومتر في الساعة
- المدى : 9400 كيلومتر

## اقرأ أيضا
- ليارجيت
- طائرة تشالنجر 300
- طائرة تشالنجر 600

1. ↑  "Designation-Systems.Net".